# Владимир Роговцев
Владимир Николаевич Роговцев е руски офицер, щабротмистър. Участник в Руско-турската война (1877 – 1878).

## Биография
Владимир Роговцев е роден в Рославълски уезд, Смоленска губерния. На ранна възраст остава без родители. Първоначално е взет за възпитание в село Засецкое. По-късно е настанен в сиропиталището на Александровския военен корпус. На 16 годишна възраст завършва корпуса с военно звание юнкер с назначение в пехотен полк. По-късно през 1869 г. по желание на по-големия му брат Николай Николаевич Роговцев за съвместна служба е преведен в 8-и хусарски Лубенски полк. Произведен е в офицерско звание и служи в него до смъртта си. Завежда и отговаря за оръжейната част. Доказва се като един от най-примерните офицери, обичан от всички в полка.
Участва в Руско-турската война (1877 – 1878).
След след неуспеха на русите при първа и втора атака на Плевен, моментът е благоприятен за всеобщо контранастъпление на всички турски армии. Турското командване предвижда армията на Сюлейман паша, след като разбие руско – българските части на Шипченския проход, да премине на север от Стара планина и да се съедини с Източната турска армия в четириъгълника на крепостите Шумен – Русе – Силистра – Варна, командвани от Мехмед Али паша. По-късно двете армии като се съединят с тази на Осман паша, заедно да унищожат руската армия или поне да я отхвърлят на север от Дунав.
На Източния фронт руските войски са изправени пред десетократно превъзхождащ ги противник. 8-и хусарски Лубенски полк е разположен на левия фланг на основната позиция между селата Кечиллер (с. Козица) и Садина. От този участък хусарите забелязват появата на противник откъм село Спахилар (с. Ломци) и се спускат в долината на река Малки Лом. Втори ескадрон на ротмистър Петров се развръща и преследва малки групи черкези и пеши противници. От царевичните ниви се подема стрелба срещу хусарите, а по фланга се появяват два турски ескадрона. Ротмистър Петров заповядва нова атака по противника на фланга. Трима офицери, не чули последната заповед, продължават да се носят напред с мисълта, че ескадронът ги следва. Щабротмистър Роговцев, поручик Новаковски и вахмистър Малеев настигат турските конници. Щабротмистър Роговцев изтръгва флага от знаменосеца, но в същия момент е ранен. Другите двама обръщат назад и успяват да се избавят. За ранения рабротмистър Роговцев е късно. Неговият изплашен от изстрелите кон е неуправляем и го отнася към неприятеля.
Пленен е жив от турските редифи и е отведен в село Садина. Когато озверелите башибозуци нахлуват в селото, измъкват пленения руски офицер и го съсичат на място. Кореспондент на френското издание „Journal de la Rйpublique franзaise”, прикрепен към щаба на Мехмед Али паша, се възмущава от невероятната жестокост на башибозуците, за което пише:
„Le même correspondant raconte qu'à Sadina quelques rédifs avaient entouré et pris un officier; survint une troupe de bachibouzoûks, ils arrachèrent le prisonnier des mains dessoudais et le massacrèrent sur place.”
В боя при село Садина загиват и хусарите Бучински и Кравченко.
На тримата загинали няма изграден паметник.